# وان شل پلازا
وان شل پلازا، (به انگلیسی: One Shell Plaza) آسمان‌خراش ۵۰ طبقه به ارتفاع ۲۱۸ متر، با کاربری اداری-تجاری است، که در شهر هیوستون، تگزاس مستقر می‌باشد. پروژه احداث این ساختمان در سال ۱۹۶۸ توسط شرکت معماری اسکیدمور، اوینگز و مریل طراحی و ساخت آن آغاز شد و در سال ۱۹۷۱ تکمیل و افتتاح گردید.
ساختمان وان شل پلازا هم‌اکنون دفتر مرکزی شرکت نفت شل می‌باشد. این شرکت شعبه ایالات متحده رویال داچ شل است و از زیرمجموعه‌های این شرکت نفتی بشمار می‌آید.

## نگارخانه

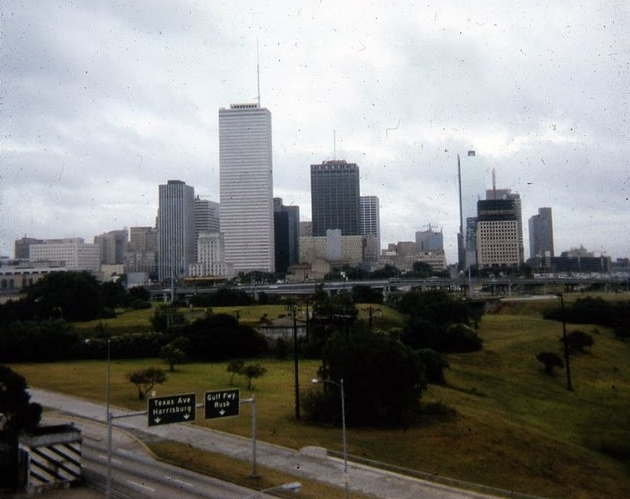